# Mosinee (Wisconsin)
Mosinee – miasto w Stanach Zjednoczonych, w stanie Wisconsin, w hrabstwie Marathon.